# Aptychopsis pyrrophylla
Aptychopsis pyrrophylla är en bladmossart som beskrevs av Roelof J.van der Wijk och Margadant 1959. Aptychopsis pyrrophylla ingår i släktet Aptychopsis och familjen Sematophyllaceae. Inga underarter finns listade i Catalogue of Life.